# Glypta breviungulata
Glypta breviungulata är en stekelart som beskrevs av Kuslitzky 1976. Glypta breviungulata ingår i släktet Glypta och familjen brokparasitsteklar. Inga underarter finns listade i Catalogue of Life.